# FFH-Gebiet Dhünn und Eifgenbach
Das FFH-Gebiet Dhünn und Eifgenbach ist ein 285 Hektar großes Natura-2000-Gebiet In Nordrhein-Westfalen. Es umfasst ein Naturschutzgebiet im Stadtgebiet Leverkusen, sowie mehrere Naturschutzgebiete in Bergisch Gladbach, Odenthal, Burscheid und Wermelskirchen im Rheinisch-Bergischen Kreis. Das Natura-2000-Gebiet ist nach der Richtlinie 92/43/EWG (Fauna-Flora-Habitat-Richtlinie) mit der FFH-Gebietsmeldung DE-4809-301 unter dem Namen „Dhünn und Eifgenbach“ registriert.

## Beschreibung
Das FFH-Gebiet erstreckt sich durch das Dhünntal unterhalb der Großen Dhünntalsperre in der Nähe von Kochshof bis Wiesdorf sowie durch das Eifgenbachtal von Finkenholler Mühle südlich Wermelskirchen bis zur Mündung in die Dhünn bei Altenberg/Blecher. 
Unterhalb der Talsperre prägen Erlen- und Eschen-Auwälder, Sternmieren-Eichen-Hainbuchenwälder und Grünlandflächen in der Talaue zusammen mit Buchen-Eichen-Hangwäldern das Bild des Flusstales. Dabei reichen die Hangwälder bis zur Dhünn herunter und öffnen sich nach Zufluss des Eifgenbachs die Aue, die hier landwirtschaftliche Nutzungen aufweist. Es folgen kleinflächige Auenwäldern, die den Fluss begleiten. Bei Altenberg und Odenthal grenzen Erholungs- und Siedlungsbereiche an den Flusslauf. Die Dhünn ist insgesamt naturnah ausgeprägt und weist Sohlen- und Uferstrukturen auf, die Lebensräume unter anderem für die Groppe und das Flussneunauge bieten.
Das teilweise tief in die Wälder der Bergischen Hochflächen eingeschnittene Kerbsohlental des Eifgenbaches ist geprägt durch örtlich extensiv genutzte und feuchte, binsenreiche Grünlandflächen sowie durch bachbegleitende artenreiche Erlen- und Erlen-Eschenwälder. Kleinere Fichtenaufforstungen und Fischteichanlagen in der Aue beeinträchtigen das ansonsten naturnahe Landschaftsbild.

## Lebensräume von gemeinsamem Interesse
- Fließgewässer mit Unterwasservegetation (3260)
- Feuchte Hochstaudenfluren (6430)
- Hainsimsen-Buchenwald (9110)
- Erlen-Eschen- und Weichholz-Auenwälder (91E0, Prioritärer Lebensraum)
- Stieleichen-Hainbuchenwald (9160)
- Waldmeister-Buchenwald (9130)

## Arten von gemeinschaftlichem Interesse
- Groppe
- Flussneunauge
- Bachneunauge
- Lachs

## Angestrebte Schutzmaßnahmen
Im Rahmen der landesweiten Biotopvernetzung stellt das Talsystem eine Kernfläche im Naturpark Bergisches Land dar und ist Teil des Dhünn-Eifgenbach-Korridors, der die Vernetzung zwischen den beiden Naturräumen Bergische Hochflächen und Bergische Heideterrassen herstellt. Die Erhaltung und Entwicklung extensiv genutzter Wiesentäler im Wechsel mit strukturreich ausgebildeten Erlen-Eschen-Auwäldern sowie die naturnahe Waldbewirtschaftung und die Erhaltung des natürlichen Wasserhaushaltes der Sternmieren-Eichen-Hainbuchenbestände sollten vorrangiges Ziel sein. Die Förderung der Fischfauna ist anzustreben durch Erhaltung der naturnahen Fluss- und Bachabschnitte. An den Talhängen ist der behutsame Umbau der Waldbestände in naturnahe Hainsimsen-Buchenwälder als Ergänzung bestehender Buchenwälder anzustreben um die Entwicklung eines großflächigen naturnahen Buchenwaldgebietes einzuleiten. Den negativen Einwirkungen auf das Gebiet durch Fichtenaufforstungen und Fischteichnutzung im Tal oder durch Freizeitaktivitäten (zum Beispiel Reiten oder Mountainbiking) ist mit geeigneten Maßnahmen entgegenzuwirken.